# Liste der Baudenkmale in Schladen-Werla
In der Liste der Baudenkmale in Schladen-Werla sind alle Baudenkmale der niedersächsischen Gemeinde Schladen-Werla aufgelistet. Die Quelle der Baudenkmale ist der Denkmalatlas Niedersachsen. Der Stand der Liste ist der 20. Juni 2022.

## Allgemein
In den Spalten befinden sich folgende Informationen:
- Lage: die Adresse des Baudenkmales und die geographischen Koordinaten. Kartenansicht, um Koordinaten zu setzen. In der Kartenansicht sind Baudenkmale ohne Koordinaten mit einem roten Marker dargestellt und können in der Karte gesetzt werden. Baudenkmale ohne Bild sind mit einem blauen Marker gekennzeichnet, Baudenkmale mit Bild mit einem grünen Marker.
- Bezeichnung: Bezeichnung des Baudenkmales
- Beschreibung: die Beschreibung des Baudenkmales. Unter § 3 Abs. 2 NDSchG werden Einzeldenkmale und unter § 3 Abs. 3 NDSchG Gruppen baulicher Anlagen und deren Bestandteile ausgewiesen.
- ID: die Objekt-ID des Baudenkmales
- Bild: ein Bild des Baudenkmales, ggf. zusätzlich mit einem Link zu weiteren Fotos des Baudenkmals im Medienarchiv Wikimedia Commons. Wenn man auf das Kamerasymbol klickt, können Fotos zu Baudenkmalen aus dieser Liste hochgeladen werden:

## Altenrode

### Gruppe: Gut Altenrode
| Lage                                      | Bezeichnung   | Beschreibung                                                   | ID       | Bild           |
| ----------------------------------------- | ------------- | -------------------------------------------------------------- | -------- | -------------- |
| Altenrode 52° 3′ 10″ N, 10° 29′ 26″ O     | Gut Altenrode |                                                                | 33967136 |                |
| Altenrode 105 52° 3′ 10″ N, 10° 29′ 32″ O | Teiche        |                                                                | 34092048 | BW             |
| Altenrode 105 52° 3′ 12″ N, 10° 29′ 36″ O | Herrenhaus    | zum Herrenhaus gehören auch die beiden Pfeiler der Toreinfahrt | 34092093 | BW             |
| Altenrode 106 52° 3′ 7″ N, 10° 29′ 30″ O  | Mauer         |                                                                | 34091666 | BW             |
| Altenrode 106 52° 3′ 9″ N, 10° 29′ 23″ O  | Keller        |                                                                | 34091856 | BW             |
| Altenrode 106 52° 3′ 10″ N, 10° 29′ 27″ O | Stall         |                                                                | 34091880 | BW             |
| Altenrode 106 52° 3′ 9″ N, 10° 29′ 28″ O  | Taubenturm    |                                                                | 34091904 | BW             |
| Altenrode 106 52° 3′ 9″ N, 10° 29′ 30″ O  | Stall         |                                                                | 34091928 | BW             |
| Altenrode 106 52° 3′ 8″ N, 10° 29′ 31″ O  | Stall         |                                                                | 34091952 | BW             |
| Altenrode 106 52° 3′ 7″ N, 10° 29′ 28″ O  | Scheune       |                                                                | 34091976 | BW             |
| Altenrode 106 52° 3′ 9″ N, 10° 29′ 28″ O  | Pflasterung   |                                                                | 34092000 | BW             |
| Altenrode 106 52° 3′ 8″ N, 10° 29′ 26″ O  | Silo          |                                                                | 34092024 | BW             |
| Altenrode 106 52° 3′ 7″ N, 10° 29′ 27″ O  | Transformator |                                                                | 34092069 | BW             |
| Altenrode 106 52° 3′ 10″ N, 10° 29′ 25″ O | Wohnhaus      |                                                                | 34092119 | BW             |
| Altenrode 108 52° 3′ 11″ N, 10° 29′ 24″ O | Wohnhaus      |                                                                | 34091690 | BW             |
| Altenrode 109 52° 3′ 14″ N, 10° 29′ 19″ O | Stall         |                                                                | 34091787 | BW             |
| Altenrode 109 52° 3′ 13″ N, 10° 29′ 19″ O | Stall         |                                                                | 34091811 | BW             |
| Altenrode 109 52° 3′ 13″ N, 10° 29′ 17″ O | Wohnhaus      |                                                                | 34092169 | BW             |
| Altenrode 123 52° 3′ 10″ N, 10° 29′ 18″ O | Wohnhaus      |                                                                | 34092194 | BW             |
| Altenrode 125 52° 3′ 12″ N, 10° 29′ 22″ O | Schule        | zu der Schule gehört auch der Gebäudeteil Kapelle              | 34091714 | BW             |
| Altenrode 125 52° 3′ 12″ N, 10° 29′ 22″ O | Kapelle       | die Kapelle ist nur der vordere Teil des Gebäudes              | 34092699 | Weitere Bilder |
| Altenrode 126 52° 3′ 10″ N, 10° 29′ 20″ O | Wohnhaus      |                                                                | 34092219 | BW             |
| Altenrode 52° 3′ 9″ N, 10° 29′ 18″ O      | Friedhof      |                                                                | 34091835 | BW             |

## Beuchte

### Gruppe: Kirchenanlage Beuchte
| Lage                                       | Bezeichnung      | Beschreibung | ID       | Bild           |
| ------------------------------------------ | ---------------- | ------------ | -------- | -------------- |
| Lengder Straße 51° 59′ 6″ N, 10° 31′ 12″ O | Kirchhof Beuchte |              | 33967837 |                |
| Lengder Straße 51° 59′ 6″ N, 10° 31′ 12″ O | Kirche           |              | 34099788 | Weitere Bilder |
| Lengder Straße 51° 59′ 5″ N, 10° 31′ 12″ O | Kirchhof         |              | 34099812 |                |

### Einzeldenkmale
| Lage                                            | Bezeichnung    | Beschreibung | ID       | Bild           |
| ----------------------------------------------- | -------------- | --- | -------- | -------------- |
| Hauptstraße 8 51° 59′ 7″ N, 10° 31′ 5″ O        | Wohnhaus       | | 34099691 | Weitere Bilder |
| Lengder Straße 51° 59′ 2″ N, 10° 31′ 14″ O      | Kriegerdenkmal | | 34099739 | Weitere Bilder |
| Lengder Straße 1 51° 59′ 6″ N, 10° 31′ 10″ O    | Wohnhaus       | | 34099763 |                |
| Marktteichweg 51° 59′ 15″ N, 10° 31′ 19″ O      | Mausoleum      | In der zweiten Hälfte des 19. Jahrhunderts ließ sich ein wohlhabender Gutsbesitzer außerhalb des Gemeindefriedhofs nach adeligem Vorbild ein Erbbegräbnis errichten. | 34099836 | Weitere Bilder |
| Oststraße 6 51° 59′ 12″ N, 10° 31′ 22″ O        | Wohnhaus       | | 34099908 |                |
| Oststraße 7 51° 59′ 10″ N, 10° 31′ 18″ O        | Wohnhaus       | Gut Beuchte | 34099884 | Weitere Bilder |
| Parkstraße 3 51° 59′ 6″ N, 10° 31′ 15″ O        | Wohnhaus       | | 34099932 | Weitere Bilder |
| Parkstraße 3 51° 59′ 8″ N, 10° 31′ 17″ O        | Gartenhaus     | | 34099956 |                |
| Schierksmühlenweg 5 51° 59′ 14″ N, 10° 31′ 8″ O | Wohnhaus       | | 34099979 | Weitere Bilder |
| Weststraße 2 51° 59′ 8″ N, 10° 30′ 57″ O        | Wohnhaus       | | 34100003 | Weitere Bilder |

## Gielde

### Gruppe: Hofanlage Kirchstraße 4
| Lage                                             | Bezeichnung             | Beschreibung | ID       | Bild |
| ------------------------------------------------ | ----------------------- | ------------ | -------- | ---- |
| Gielder Kirchstraße 4 52° 2′ 8″ N, 10° 29′ 38″ O | Hofanlage Kirchstraße 4 |              | 33967119 | BW   |
| Gielder Kirchstraße 4 52° 2′ 8″ N, 10° 29′ 37″ O | Pfarrhaus               |              | 34092342 | BW   |
| Gielder Kirchstraße 4 52° 2′ 8″ N, 10° 29′ 38″ O | Scheune                 |              | 34092318 | BW   |

### Gruppe: Hofanlage Kirchstraße 9
| Lage                                              | Bezeichnung             | Beschreibung | ID       | Bild |
| ------------------------------------------------- | ----------------------- | ------------ | -------- | ---- |
| Gielder Kirchstraße 9 52° 2′ 9″ N, 10° 29′ 35″ O  | Hofanlage Kirchstraße 9 |              | 33967103 | BW   |
| Gielder Kirchstraße 9 52° 2′ 10″ N, 10° 29′ 35″ O | Wohnhaus                |              | 34092414 | BW   |
| Gielder Kirchstraße 9 52° 2′ 9″ N, 10° 29′ 35″ O  | Stall                   |              | 34092438 | BW   |
| Gielder Kirchstraße 9 52° 2′ 9″ N, 10° 29′ 35″ O  | Scheune                 |              | 34092462 | BW   |

### Gruppe: Hofanlage Winkel 6
| Lage                                 | Bezeichnung        | Beschreibung | ID       | Bild |
| ------------------------------------ | ------------------ | ------------ | -------- | ---- |
| Winkel 6 52° 2′ 13″ N, 10° 29′ 33″ O | Hofanlage Winkel 6 |              | 33967086 | BW   |
| Winkel 6 52° 2′ 12″ N, 10° 29′ 32″ O | Stall              |              | 34092557 | BW   |
| Winkel 6 52° 2′ 12″ N, 10° 29′ 33″ O | Wirtschaftsgebäude |              | 34092581 | BW   |
| Winkel 6 52° 2′ 13″ N, 10° 29′ 33″ O | Wohnhaus           |              | 34092605 | BW   |

### Gruppe: „Kaiserstein“
| Lage                                       | Bezeichnung | Beschreibung | ID       | Bild |
| ------------------------------------------ | ----------- | ------------ | -------- | ---- |
| Kreisstraße 85 52° 1′ 50″ N, 10° 29′ 58″ O | Zuwegung    |              | 34091643 | BW   |
| Kreisstraße 85 52° 1′ 50″ N, 10° 29′ 58″ O | Gedenkstein |              | 34092676 | BW   |
| Kreisstraße 85 52° 1′ 50″ N, 10° 29′ 58″ O | Baumbestand |              | 34092721 | BW   |

### Einzeldenkmale
| Lage                                            | Bezeichnung                  | Beschreibung | ID       | Bild |
| ----------------------------------------------- | ---------------------------- | ------------ | -------- | ---- |
| Brotwinkel 2 52° 2′ 18″ N, 10° 29′ 41″ O        | Wohnhaus                     |              | 34092244 | BW   |
| Dorfstraße 52° 2′ 6″ N, 10° 29′ 45″ O           | Kriegsmahnmal                |              | 34092269 | BW   |
| Dorfstraße 5 52° 2′ 12″ N, 10° 29′ 38″ O        | Gasthaus                     |              | 34092292 | BW   |
| Kirchstraße 5 52° 2′ 7″ N, 10° 29′ 37″ O        | Kirche                       |              | 34092366 | BW   |
| Kirchstraße 5 52° 2′ 7″ N, 10° 29′ 35″ O        | Kriegerdenkmal               |              | 34092391 | BW   |
| Lüderoder Straße 29 52° 2′ 19″ N, 10° 29′ 33″ O | Wohn- und Wirtschaftsgebäude |              | 34092486 | BW   |
| Meschesteg 2 52° 2′ 11″ N, 10° 29′ 46″ O        | Scheune                      |              | 34092511 | BW   |
| Mühlenstraße 13 52° 2′ 19″ N, 10° 29′ 36″ O     | Wohnhaus                     |              | 34092534 | BW   |
| Zehntstraße 1 52° 2′ 9″ N, 10° 29′ 28″ O        | Wohn- und Wirtschaftsgebäude |              | 34092629 | BW   |
| Zehntstraße 3 52° 2′ 8″ N, 10° 29′ 25″ O        | Wohnhaus                     |              | 34092653 | BW   |

## Isingerode

### Einzeldenkmale
| Lage                                            | Bezeichnung                 | Beschreibung | ID       | Bild |
| ----------------------------------------------- | --------------------------- | ------------ | -------- | ---- |
| B 82 52° 1′ 22″ N, 10° 34′ 21″ O                | Brücke über den Eckergraben |              | 34100073 | BW   |
| Dorfstraße 9 52° 1′ 18″ N, 10° 34′ 26″ O        | Schule                      |              | 34100098 | BW   |
| Steinfelder Zolln 1 52° 0′ 24″ N, 10° 34′ 15″ O | Steinfelderzoll             |              | 34100050 | BW   |

## Schladen

### Gruppe: Villa Bahnhofstraße 12
| Lage                                         | Bezeichnung            | Beschreibung | ID       | Bild |
| -------------------------------------------- | ---------------------- | ------------ | -------- | ---- |
| Bahnhofstraße 12 52° 1′ 18″ N, 10° 32′ 42″ O | Villa Bahnhofstraße 12 |              | 33967785 |      |
| Bahnhofstraße 12 52° 1′ 18″ N, 10° 32′ 42″ O | Villa                  |              | 34100425 |      |
| Bahnhofstraße 12 52° 1′ 18″ N, 10° 32′ 43″ O | Nebengebäude           |              | 34100449 |      |

### Gruppe: Domäne Schladen
| Lage                                       | Bezeichnung                                  | Beschreibung | ID       | Bild |
| ------------------------------------------ | -------------------------------------------- | ------------ | -------- | ---- |
| Lindendamm 1 52° 1′ 25″ N, 10° 32′ 27″ O   | Domäne Schladen                              |              | 33967820 | BW   |
| Lindendamm 1 52° 1′ 27″ N, 10° 32′ 29″ O   | Wohnhaus                                     |              | 34100718 |      |
| Lindendamm 1 52° 1′ 26″ N, 10° 32′ 30″ O   | Wohnhaus                                     |              | 34100743 |      |
| Lindendamm 1 52° 1′ 25″ N, 10° 32′ 30″ O   | Wohnhaus                                     |              | 34100768 |      |
| Lindendamm 1 52° 1′ 24″ N, 10° 32′ 29″ O   | Wirtschaftsgebäude                           |              | 34100793 |      |
| Lindendamm 1 52° 1′ 23″ N, 10° 32′ 27″ O   | Mauerreste der südlichen Umfassungsmauer     |              | 34100818 | BW   |
| Lindendamm 1 52° 1′ 24″ N, 10° 32′ 25″ O   | Wirtschaftsgebäude                           |              | 34100843 |      |
| Lindendamm 1 52° 1′ 24″ N, 10° 32′ 28″ O   | Siloanlage                                   |              | 34100868 | BW   |
| Lindendamm 1 52° 1′ 26″ N, 10° 32′ 25″ O   | Wohnhaus                                     |              | 34100911 |      |
| Lindendamm 1 52° 1′ 27″ N, 10° 32′ 24″ O   | Brücke                                       |              | 34100937 |      |
| Lindendamm 1 52° 1′ 27″ N, 10° 32′ 26″ O   | Stall                                        |              | 34100962 |      |
| Lindendamm 1 52° 1′ 28″ N, 10° 32′ 29″ O   | Park                                         |              | 34100987 |      |
| Mühlenstraße 1 52° 1′ 32″ N, 10° 32′ 27″ O | ehemalige Mühle, jetzt Heimathaus Alte Mühle |              | 34101058 |      |
| Mühlenstraße 52° 1′ 29″ N, 10° 32′ 24″ O   | Denkmal                                      |              | 34101083 |      |
| Mühlenstraße 52° 1′ 30″ N, 10° 32′ 22″ O   | Denkmal                                      |              | 34101107 |      |

### Gruppe: Katholische Kirche Schladen
| Lage                                      | Bezeichnung                 | Beschreibung                                                                     | ID       | Bild           |
| ----------------------------------------- | --------------------------- | -------------------------------------------------------------------------------- | -------- | -------------- |
| Am Weinberg 3 52° 1′ 29″ N, 10° 32′ 13″ O | Katholische Kirche Schladen |                                                                                  | 33967802 |                |
| Am Weinberg 3 52° 1′ 28″ N, 10° 32′ 13″ O | Pfarrhaus                   | 1858 als Pfarr- und Schulhaus erbaut                                             | 34100212 |                |
| Am Weinberg 3 52° 1′ 29″ N, 10° 32′ 12″ O | Nebengebäude                |                                                                                  | 34100236 |                |
| Am Weinberg 3 52° 1′ 30″ N, 10° 32′ 14″ O | Katholische Kirche Schladen | 1864 bis 1869 erbaut, 1906 bis 1907 nach Zerstörung durch Brand wieder aufgebaut | 34100260 | Weitere Bilder |

### Gruppe: Gut Hopfenstraße 7
| Lage                                       | Bezeichnung        | Beschreibung | ID       | Bild |
| ------------------------------------------ | ------------------ | ------------ | -------- | ---- |
| Hopfenstraße 7 52° 1′ 13″ N, 10° 32′ 20″ O | Gut Hopfenstraße 7 |              | 33967869 | BW   |
| Hopfenstraße 7 52° 1′ 15″ N, 10° 32′ 19″ O | Wohnhaus           |              | 34100595 | BW   |
| Hopfenstraße 7 52° 1′ 13″ N, 10° 32′ 19″ O | Park               |              | 34100696 | BW   |

### Gruppe: Kirchhof Schladen
| Lage                                    | Bezeichnung       | Beschreibung | ID       | Bild |
| --------------------------------------- | ----------------- | ------------ | -------- | ---- |
| Schulstraße 52° 1′ 21″ N, 10° 32′ 17″ O | Kirchhof Schladen |              | 33967852 | BW   |
| Schulstraße 52° 1′ 21″ N, 10° 32′ 17″ O | Kirche            |              | 34101156 | BW   |
| Schulstraße 52° 1′ 22″ N, 10° 32′ 17″ O | Kirchhof          |              | 34101180 | BW   |

### Einzeldenkmale
| Lage                                              | Bezeichnung                  | Beschreibung | ID       | Bild |
| ------------------------------------------------- | ---------------------------- | ------------ | -------- | ---- |
| Am Bahnhof 4 a-c 52° 1′ 20″ N, 10° 33′ 0″ O       | Empfangsgebäude              |              | 34100378 |      |
| Am Weinberg 52° 1′ 27″ N, 10° 32′ 19″ O           | Kriegerdenkmal               |              | 34100167 |      |
| Am Weinberg 1 52° 1′ 27″ N, 10° 32′ 17″ O         | Stiftsgebäude                |              | 34100188 |      |
| Am Weinberg 6 52° 1′ 27″ N, 10° 32′ 11″ O         | Schafstall                   |              | 34100332 |      |
| Am Weinberg 7 52° 1′ 25″ N, 10° 32′ 11″ O         | Wohnhaus                     |              | 34100284 |      |
| Am Weinberg 8 52° 1′ 25″ N, 10° 32′ 12″ O         | Wohnhaus                     |              | 34100308 |      |
| Am Weinberg 9 52° 1′ 26″ N, 10° 32′ 12″ O         | Wirtschaftsgebäude           |              | 34100355 |      |
| Bahnhofstraße 5/6 52° 1′ 17″ N, 10° 32′ 51″ O     | Doppelwohnhaus               |              | 34100402 | BW   |
| Bahnhofstraße 22 52° 1′ 18″ N, 10° 32′ 53″ O      | Wohnhaus                     |              | 34100473 |      |
| Damm 14 52° 1′ 19″ N, 10° 32′ 30″ O               | Wohnhaus                     |              | 34100498 |      |
| Hildesheimer Straße 1b 52° 1′ 27″ N, 10° 32′ 7″ O | Wohnhaus                     |              | 34100547 |      |
| Hopfenstraße 1/2 52° 1′ 14″ N, 10° 32′ 25″ O      | Doppelwohnhaus               |              | 34100572 | BW   |
| Hopfenstraße 7 52° 1′ 13″ N, 10° 32′ 14″ O        | Speicher                     |              | 34100619 | BW   |
| Hopfenstraße 7 52° 1′ 15″ N, 10° 32′ 12″ O        | Speicher                     |              | 34100646 | BW   |
| Hopfenstraße 7 52° 1′ 15″ N, 10° 32′ 15″ O        | Speicher                     | abgerissen   | 34100671 | BW   |
| Lindendamm 2 52° 1′ 26″ N, 10° 32′ 21″ O          | Wohnhaus                     |              | 34101010 |      |
| Lindendamm 4 52° 1′ 24″ N, 10° 32′ 22″ O          | Wohnhaus                     |              | 34101034 |      |
| Neue Dorfstraße 5 52° 1′ 23″ N, 10° 32′ 8″ O      | Wohnhaus                     |              | 34101131 |      |
| Schulstraße 4 52° 1′ 18″ N, 10° 32′ 17″ O         | Pfarrhaus                    |              | 34101202 | BW   |
| Schulstraße 5/5a 52° 1′ 18″ N, 10° 32′ 18″ O      | Wohn- und Wirtschaftsgebäude |              | 34101226 | BW   |
| Schulstraße 6 52° 1′ 18″ N, 10° 32′ 21″ O         | Wohn- und Wirtschaftsgebäude |              | 34101252 | BW   |
| Schulstraße 7 52° 1′ 20″ N, 10° 32′ 19″ O         | Schule                       |              | 34101276 | BW   |
| Sellhof 3 a/b 52° 1′ 24″ N, 10° 32′ 15″ O         | Wohn- und Wirtschaftsgebäude |              | 34101300 | BW   |

## Wehre

### Einzeldenkmale
| Lage                                             | Bezeichnung     | Beschreibung                                                               | ID       | Bild           |
| ------------------------------------------------ | --------------- | -------------------------------------------------------------------------- | -------- | -------------- |
| Am Voß'schen Hof 7 52° 0′ 12″ N, 10° 29′ 48″ O   | Wohnhaus        |                                                                            | 51700010 |                |
| Beuchter Straße 7 52° 0′ 16″ N, 10° 30′ 2″ O     | Scheune         |                                                                            | 34101397 | Weitere Bilder |
| Goslarsche Straße 52° 0′ 13″ N, 10° 29′ 44″ O    | Kirche          |                                                                            | 34101420 | Weitere Bilder |
| Im Gehrk 4 52° 0′ 14″ N, 10° 29′ 52″ O           | Wohnhaus        |                                                                            | 34101444 | Weitere Bilder |
| Pastor-Heintze-Weg 1 52° 0′ 19″ N, 10° 29′ 58″ O | Pfarrhaus Wehre |                                                                            | 34101469 |                |
| K 85, km 2,400 51° 59′ 29″ N, 10° 29′ 41″ O      | Meilenstein     | Kein Meilenstein (Entfernungsanzeiger) an der angegebenen Stelle gefunden. | 34101493 | BW             |

## Werlaburgdorf

### Gruppe: Hofanlage Im alten Winkel 4
| Lage                                        | Bezeichnung                  | Beschreibung | ID       | Bild |
| ------------------------------------------- | ---------------------------- | ------------ | -------- | ---- |
| Im alten Winkel 4 52° 3′ 0″ N, 10° 32′ 6″ O | Hofanlage Im alten Winkel 4  |              | 33968463 | BW   |
| Im alten Winkel 4 52° 3′ 1″ N, 10° 32′ 6″ O | Wohn- und Wirtschaftsgebäude |              | 34108722 | BW   |
| Im alten Winkel 4 52° 3′ 0″ N, 10° 32′ 5″ O | Stall                        |              | 34109221 | BW   |
| Im alten Winkel 4 52° 3′ 0″ N, 10° 32′ 5″ O | Stallscheune                 |              | 34109243 | BW   |
| Im alten Winkel 4 52° 3′ 0″ N, 10° 32′ 6″ O | Scheune                      |              | 34109267 | BW   |
| Im alten Winkel 4 52° 3′ 0″ N, 10° 32′ 7″ O | Stallspeicher                |              | 34109289 | BW   |

### Gruppe: Hofanlage Steinweg 2
| Lage                                   | Bezeichnung          | Beschreibung | ID       | Bild |
| -------------------------------------- | -------------------- | ------------ | -------- | ---- |
| Steinweg 2 52° 2′ 57″ N, 10° 32′ 23″ O | Hofanlage Steinweg 2 |              | 33968447 | BW   |
| Steinweg 2 52° 2′ 57″ N, 10° 32′ 23″ O | Wohnhaus             |              | 34109005 | BW   |
| Steinweg 2 52° 2′ 56″ N, 10° 32′ 23″ O | Scheune              |              | 34109311 | BW   |
| Steinweg 2 52° 2′ 57″ N, 10° 32′ 22″ O | Stall                |              | 34109334 | BW   |
| Steinweg 2 52° 2′ 57″ N, 10° 32′ 25″ O | Stall                |              | 34109357 | BW   |
| Steinweg 2 52° 2′ 57″ N, 10° 32′ 22″ O | Grundstücksmauer     |              | 34109380 | BW   |

### Gruppe: Hofanlage Steinweg 7
| Lage                                   | Bezeichnung          | Beschreibung | ID       | Bild |
| -------------------------------------- | -------------------- | ------------ | -------- | ---- |
| Steinweg 7 52° 2′ 57″ N, 10° 32′ 21″ O | Hofanlage Steinweg 7 |              | 33968413 | BW   |
| Steinweg 7 52° 2′ 58″ N, 10° 32′ 21″ O | Wohnhaus             |              | 34109056 | BW   |
| Steinweg 7 52° 2′ 57″ N, 10° 32′ 21″ O | Scheune              |              | 34109080 | BW   |
| Steinweg 7 52° 2′ 57″ N, 10° 32′ 20″ O | Stall                |              | 34109104 | BW   |

### Gruppe: Johanneskirche
| Lage                                    | Bezeichnung    | Beschreibung | ID       | Bild |
| --------------------------------------- | -------------- | ------------ | -------- | ---- |
| Kirchstraße 4 52° 3′ 2″ N, 10° 32′ 5″ O | Johanneskirche |              | 33968430 | BW   |
| Kirchstraße 4 52° 3′ 3″ N, 10° 32′ 5″ O | Schule         |              | 34108748 | BW   |
| Kirchstraße 4 52° 3′ 2″ N, 10° 32′ 7″ O | Kriegerdenkmal |              | 34108772 | BW   |
| Kirchstraße 4 52° 3′ 3″ N, 10° 32′ 7″ O | Kriegerdenkmal |              | 34108796 | BW   |
| Kirchstraße 4 52° 3′ 2″ N, 10° 32′ 7″ O | Johanneskirche |              | 34108818 | BW   |
| Kirchstraße 4 52° 3′ 2″ N, 10° 32′ 7″ O | Kirchhof       |              | 34108840 | BW   |

### Einzeldenkmale
| Lage                                                            | Bezeichnung                      | Beschreibung | ID       | Bild |
| --------------------------------------------------------------- | -------------------------------- | ------------ | -------- | ---- |
| Im alten Winkel 1 52° 3′ 2″ N, 10° 32′ 9″ O                     | Toreinfahrt                      |              | 34108653 | BW   |
| Im alten Winkel 2 52° 3′ 2″ N, 10° 32′ 8″ O                     | Wohn- und Wirtschaftsgebäude     |              | 34108674 | BW   |
| Im alten Winkel 5 52° 3′ 1″ N, 10° 32′ 9″ O                     | Wohnhaus                         |              | 34108698 | BW   |
| Krumme Straße 1 52° 3′ 3″ N, 10° 32′ 17″ O                      | Wohnhaus                         |              | 34108862 | BW   |
| Krumme Straße 9 52° 3′ 4″ N, 10° 32′ 8″ O                       | Scheune                          |              | 34108886 | BW   |
| Lahberg 8 52° 3′ 6″ N, 10° 32′ 14″ O                            | Wohnhaus                         |              | 34108911 | BW   |
| Riekehof 1 52° 2′ 57″ N, 10° 32′ 18″ O                          | Wohn- und Wirtschaftsgebäude     |              | 34108960 | BW   |
| Riekehof 2 52° 2′ 57″ N, 10° 32′ 18″ O                          | Schmiede                         |              | 34108984 | BW   |
| Steinweg 4 52° 2′ 58″ N, 10° 32′ 23″ O                          | Wohn- und Wirtschaftsgebäude     |              | 34109031 | BW   |
| Steinweg 17 52° 3′ 3″ N, 10° 32′ 21″ O                          | Wohnhaus                         |              | 34109128 | BW   |
| Steinweg 17 52° 3′ 3″ N, 10° 32′ 21″ O                          | ehemaliger Stallteil             |              | 34109152 | BW   |
| Untere Landwehr 12/Obere Landwehr 19 52° 3′ 11″ N, 10° 32′ 0″ O | Wohnhaus                         |              | 34108935 | BW   |
| Westendorf 12 52° 3′ 4″ N, 10° 32′ 1″ O                         | die zwei Pfeiler der Hofeinfahrt |              | 34109177 | BW   |